# Armée catholique et royale du Bas-Poitou et du Pays de Retz
L'Armée catholique et royale du Bas-Poitou et du pays de Retz, dite Armée du Marais, était une armée royaliste pendant la guerre de Vendée. Elle était active en Vendée et en Loire-Atlantique, dans le pays de Retz.

## Organisation
Dans les premiers mois de la guerre de Vendée, les armées du Bas-Poitou et du Pays de Retz n'ont aucune unité et ne forment que quelques bandes éparses qui s'associent occasionnellement. Les chefs les plus importants sont alors François-Athanase de Charette de La Contrie dans les environs de Legé et Machecoul, Jean-Baptiste Joly dans les environs de Challans, Louis-François Ripault de La Cathelinière dans les environs de Port-Saint-Père, Jean-Baptiste de Couëtus dans les environs de Saint-Philbert-de-Grand-Lieu, Gabriel Esprit Vrignault dans les environs de Vieillevigne, René Julien Hardouin dans les environs de Bouin, ainsi que William Bulkeley et Charles-François de Chouppes dans les environs de La Roche-sur-Yon.
Le 12 décembre 1793, aux Herbiers, une assemblée d'officiers élit François-Athanase de Charette de La Contrie comme généralissime de l'« Armée catholique et royale du Bas-Poitou ».
L'armée du Bas-Poitou et du Pays de Retz est organisée en divisions à partir de mai ou juin 1794. L'officier Pierre-Suzanne Lucas de La Championnière écrit dans ses mémoires : « Jusqu'alors l'armée n'était qu'un rassemblement de paysans qui suivaient le Général lorsque l'ennemi les gênait chez eux et s'en retournaient après une affaire soit qu'elle fût gagnée ou perdue. M. Charette sépara son pays en onze divisions, et mit à la tête de chacune un chef qui formait les rassemblemens, faisait exécuter les ordres supérieurs, venait rejoindre l'armée lorsqu'il était nécessaire et défendait lui-même sa division autant qu'il lui était possible d'y tenir. Chaque chef de division se nomma des officiers et l'ordre étant mieux établi, nos marches devinrent plus faciles ».
- Armée du Bas-Poitou et du Pays de Retz
 Général en chef : François Athanase Charette de La Contrie[5]
 Général en second : Jean-Baptiste de Couëtus (à partir de septembre 1794)[5],[6]
 Major-général : Hyacinthe Hervouët de La Robrie[5]
Major en second : Davy-Desnaurois[5]
 Commissaire général : Abbé Remaud[5]
 Cavalerie : François Prudent Hervouët de La Robrie
  - Division du pays de Retz :
Chef de division : Louis Guérin[5] (tué le 25 septembre 1795[7])
Chef de division : Guillaume Faugaret (à partir de septembre 1795[8])
Major de division : Pierre-Suzanne Lucas de La Championnière[9] (se soumet le 21 février 1796[10])
  - Division du Marais ou de Bouin :
Chef de division : René Julien Hardouin (jusqu'à l'été 1793, mort en novembre 1793[11])
 Chef de division : François Pajot[5] (tué le 24 décembre 1795[11])
 Chef de division : Pierre Thouzeau (fusillé le 4 janvier 1796[12])
  - Division de Saint-Philbert-de-Grand-Lieu :
 Chef de division : Jean-Baptiste de Couëtus (jusqu'en septembre 1794[6], fusillé le 4 janvier 1796[12])
 Chef de division : Hyacinthe Hervouët de La Robrie (à partir de septembre 1794[6], fait défection le 23 février 1796[13])
  - Division de Challans :
 Chef de division : Alexandre-Joseph-Pierre Guerry du Cloudy († 1795)
  - Division de Vieillevigne
 Chef de division : Du Lac[5] (Mort de maladie en septembre 1794)[14]
 Chef de division : Jean Guérin, dit Guérin le jeune[14],[15] (à partir de septembre 1794[14],[15], fait défection vers fin septembre 1795[15])
  - Division de Palluau :
 Chef de division : Jean Savin[5] († 1796)
  - Division des Sables-d'Olonne :
 Chef de division : Jean-Baptiste Joly[5] († 1794)
 Chef de division : Delaunay (de juin 1794 à mai 1795, exécuté en mai ou juin 1795[16])
 Chef de division : Henri Allard (de mai à juin 1795[17], captruré le 20 juin 1795[18])
 Chef de division : Louis Marin Charette de La Contrie (à partir de juin 1795[17], tué le 21 février 1796[19])
  - Division de Machecoul, de La Garnache et de Bourgneuf-en-Retz :
 Chef de division : Victor Erriau [5]
Chef de division : Félix Dubois de La Patellière (capturé le 4 janvier 1796[12])
  - Division de Legé
 Chef de division : Louis Lecouvreur[5]
  - Division de Montaigu
 Chef de division : Pierre Rezeau[5]
  - Division de Chantonnay
 Chef de division : Charles Caillaud[5]
  - Division du Tablier :
 Chef de division : Joseph Claude Saignard de Saint-Pal (destitué en septembre 1794)[6]
 Chef de division : Le Moëlle (à partir de septembre 1794[6], tué en 1796[20])

## Tactique de combat
« Un homme habitué à faire la guerre croira sans doute que nous avions composé des régiments qu'on faisait marcher à volonté? Point du tout ; chaque paroisse avait son commandant qui faisait à peu près les fonctions d'un caporal ; il recevait du pain et de la viande à raison du nombre de ses hommes et les leur distribuait ; il les appelait à lui et les mettait sur deux rangs lorsqu'on était prêt à partir. On marchait à peu près dans cet ordre jusqu'au lieu du combat ; mais là tout se confondait, les plus braves devenaient les chefs, aucun respect pour un officier, pour un Monsieur plutôt que pour un autre. S'il refusait d'avancer, on lui arrachait son fusil ; le lâche aimait quelquefois mieux le céder que de s'exposer au danger ; dès lors il n'avait plus de raison de le réclamer ; d'autres aimaient mieux avancer que de prendre leurs armes. C'est ainsi qu'à force de cris, de coups et de bourrades on remportait parfois la victoire. »

— Pierre-Suzanne Lucas de La Championnière, Mémoires.
.

## Aspect des combattants
« Cependant notre tenue et nos différentes armures étaient bien risibles ; quelques fusils de chasse, la plupart mauvais, armaient nos soldats les plus redoutables ; les autres avaient des bâtons emmanchés dans un fer à peu près pointu qu'on appelait pique. Malheur au républicain qui tombait blessé entre les mains de ces derniers ; je ne conçois pas de supplice plus cruel que celui d'être déchiré à coups de pique. Notre cavalerie présentait un spectacle encore plus ridicule ; des hommes de toute taille et de tout âge, montés sur des chevaux souvent disproportionnés, avaient pour selles des bâts, pour étriers des cordes de foin et au lieu de bottes des sabots. Le mousqueton était une fourche ou un fusil fort long attaché derrière le dos, et le sabre un couteau de sabotier ou un briquet pris sur l'ennemi. On voit par là que nos armées qu'on croyait si nombreuses se réduisaient à très peu de combattants ; mais nos fusiliers, pour la plupart chasseurs et habitués à ne tirer qu'à coup sûr, faisaient alors plus de ravage dans l'armée ennemie que n'en ont fait depuis tous nos hommes après avoir ramassé des fusils qu'ils ne savaient pas manier. »

— Pierre-Suzanne Lucas de La Championnière, Mémoires.

« On a dit que les soldats Vendéens portaient une petite camisole blanche traversée d'une grande croix noire. J'ai vu plusieurs détachements de la Grande Armée ; la nôtre a été parfois réunie à celle de Bonchamps ; mais je n'ai jamais vu de costumes semblable. Quelques Vendéens, ont pu posséder des reliques ; mais porter des ossements de royalistes pendus sur leurs habits? Qu'on fasse attention que depuis le peu de temps que nous étions en guerre, le cadavre du premier royaliste tué n'était pas encore desséché. Comment en avoir les os? La grande croix n'a pas existé. Le chapelet autour du col? Il faudrait des chapelets grands comme ceux des capucins. Ceux des paysans sont petits ; on n'y pourrait passer la tête. Le signe distinctif d'un soldat catholique était un petit morceau de drap sur lequel était brodé ou cousu la forme d'un Cœur surmonté d'une Croix. On l'attachait au revers de la veste. Cette espèce de médaille dédiée à Jésus-Christ fut souvent, pour quelques officiers, un gage de tendresse. »

— Pierre-Suzanne Lucas de La Championnière, lettre adressée à Alphonse de Beauchamp en 1806.